# طرخشقون قبرصي
الطرخشقون القبرصي (باللاتينية: Taraxacum cyprium) نوع نباتي يتبع جنس الطرخشقون من القبيلة الشيكورية التابعة للفصيلة النجمية.

## البيئة والانتشار
موطنه بلاد الشام وقبرص.